# Rochowate
Rochowate (Rhinobatidae) – rodzina ryb chrzęstnoszkieletowych z rzędu Rhinopristiformes.

## Występowanie
Ocean Atlantycki, Indyjski i Spokojny. Zasiedlają głównie płytkie wody przybrzeżne, rzadko wpływają do estuariów i wód słodkich.

## Cechy charakterystyczne
Rochowate są nietypowymi płaszczkami o cechach zbliżonych do rekinów – dobrze wykształconych ogonach bez kolca, zredukowanym dysku i dwóch płetwach grzbietowych. Żywią się mięczakami, skorupiakami i małymi rybami. Są żyworodne. Młode rodzą się w pełni rozwinięte.

## Klasyfikacja
Współcześnie występujące Rodzaje zaliczane do tej rodziny:
- Acroteriobatus Giltay, 1928
- Pseudobatos Last, Séret & Naylor, 2016
- Rhinobatos Linck, 1790

Opisano również rodzaje wymarłe:
- Eorhinobatos Marramà, Carnevale, Naylor, Varese, Giusberti & Kriwet, 2021[9]
- Pseudorhinobatos Marramà, Carnevale, Naylor, Varese, Giusberti & Kriwet, 2021[9]